# (73429) 2002 LY47
2002 أل واي 47 (ويعرف أيضًا باسم (73429) 2002 أل واي 47 وفق تسمية الكوكب الصغير) (بالإنجليزية: 2002 LY47)‏ هو كويكب ضمن حزام الكويكبات؛ وترتيبه 73429 من حيث الاكتشاف.
اكتُشف هذا الجُرم الفلكي بواسطة بحث لنكولن عن الكويكبات القريبة من الأرض في 13 يونيو 2002.

## وصلات خارجية
- (73429) 2002 LY47 في قاعدة بيانات مختبر الدفع النفاث لأجرام النظام الشمسي الصغيرة

- الاكتشاف · مخطط المدار ·  العناصر المدارية · المعلمات المادية

- (73429) 2002 LY47 على موقع ويكي سكاي: DSS2, SDSS, GALEX, IRAS, Hydrogen α, X-Ray, Astrophoto, Sky Map, Articles and images